# Oldemar Castillo
Oldemar Castillo Jiménez (Panamá, 5 de enero de 2006) es un futbolista panameño que juega como delantero en el Sporting San Miguelito de la Primera División de Panamá.

## Trayectoria

### Sporting San Miguelito
Se formó en las divisiones menores del Sporting San Miguelito jugando para el equipo sub-18 y el segundo equipo en Liga Prom, su debut profesional en la Primera División de Panamá fue el 17 de marzo de 2023 en el empate 0 a 0 contra el Umecit FC en el estadio Los Andes entrando al minuto 85 por Valentín Pimentel.

## Selección nacional

### Categorías inferiores
Fue convocado con la Selección sub-17 de Panamá para el Torneo Uncaf Sub-17 de 2022 en donde jugó 4 partidos, el Campeonato Sub-17 de la Concacaf de 2023 en donde jugó 6 partidos y la Copa Mundial de Fútbol Sub-17 de 2023 en donde jugó 3 partidos e hizo 2 goles.

### Participaciones en Selección Nacional
| Copa                     | Categoría | Sede      | Resultado      | Partidos | Goles |
| ------------------------ | --------- | --------- | -------------- | -------- | ----- |
| Torneo Uncaf Sub-17 2022 | Sub-17    | Honduras  | Cuarto lugar   | 4        | 0     |
| Campeonato Sub-17 2023   | Sub-17    | Guatemala | Semifinalista  | 6        | 0     |
| Copa Mundial Sub-20 2023 | Sub-17    | Indonesia | Fase de grupos | 3        | 2     |

## Estadísticas

### Clubes
Actualizado al último partido disputado el 17 de marzo de 2023.
| Club                            | Div.          | Temporada     | Liga  | Liga  | Liga   | Copas nacionales | Copas nacionales | Copas nacionales | Copas internacionales | Copas internacionales | Copas internacionales | Total | Total | Total  |
| Club                            | Div.          | Temporada     | Part. | Goles | Asist. | Part.            | Goles            | Asist.           | Part.                 | Goles                 | Asist.                | Part. | Goles | Asist. |
| ------------------------------- | ------------- | ------------- | ----- | ----- | ------ | ---------------- | ---------------- | ---------------- | --------------------- | --------------------- | --------------------- | ----- | ----- | ------ |
| Sporting San Miguelito · Panamá | 1.ª           | 2022-23       | 1     | 0     | 0      | —                | —                | —                | —                     | —                     | —                     | 1     | 0     | 0      |
| Sporting San Miguelito · Panamá | 1.ª           | 2023-24       | 0     | 0     | 0      | —                | —                | —                | —                     | —                     | —                     | 0     | 0     | 0      |
| Sporting San Miguelito · Panamá | Total club    | Total club    | 1     | 0     | 0      | 0                | 0                | 0                | 0                     | 0                     | 0                     | 1     | 0     | 0      |
| Total carrera                   | Total carrera | Total carrera | 1     | 0     | 0      | 0                | 0                | 0                | 0                     | 0                     | 0                     | 1     | 0     | 0      |